# 石家庄国际会展中心

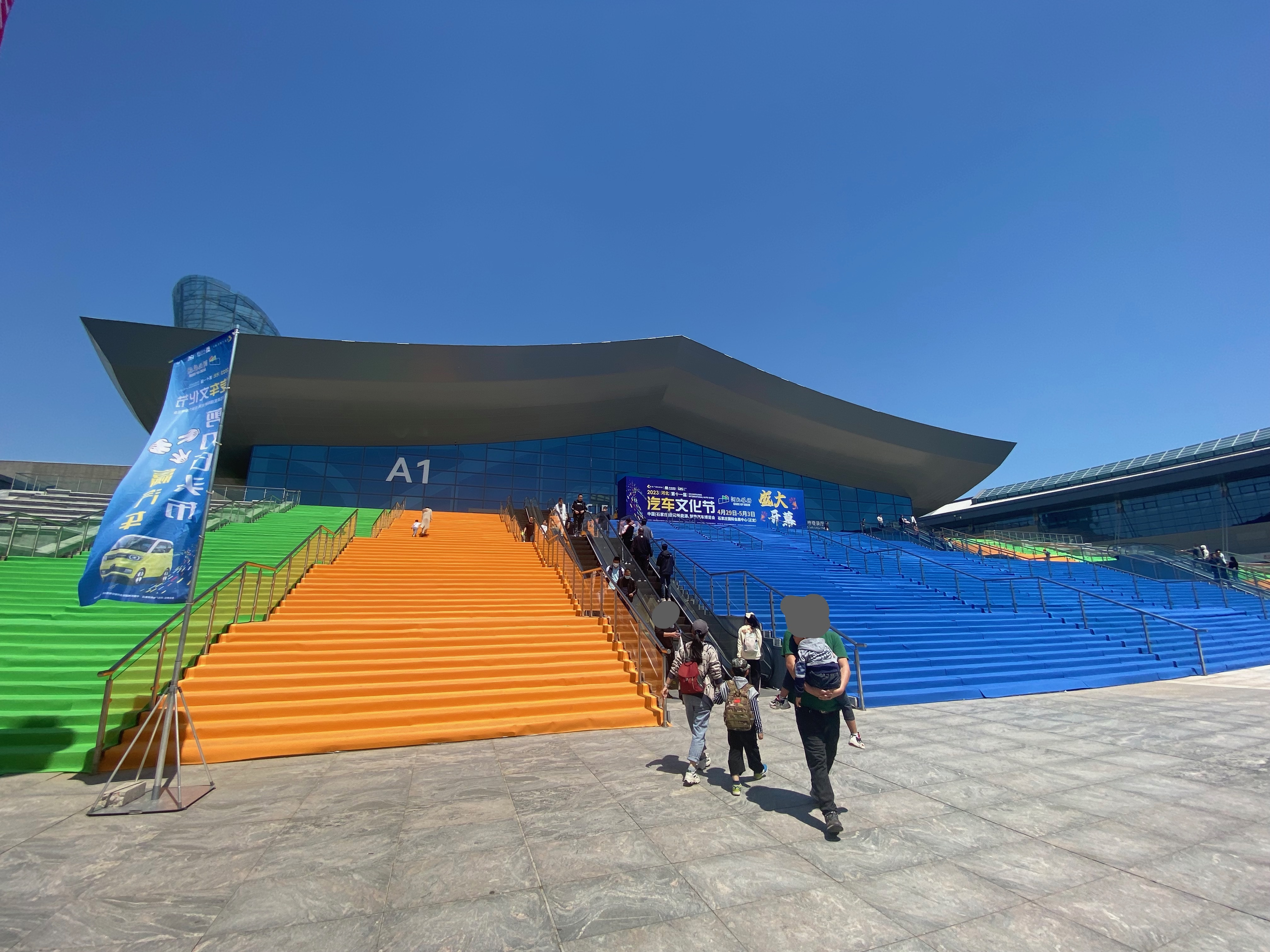
A1展馆

石家庄国际会展中心是一所位于中华人民共和国河北省石家庄市正定县的大型会展设施。总建筑面积35.9万平方米，可以承办大型展览、会议。该会展中心是目前建成的世界最大的双向悬索结构展厅。